# 107 Batalion Schutzmannschaft
107 Batalion Schutzmannschaft – jednostka zmilitaryzowana niemieckiej policji Schutzmannschaft, podległa dowództwu niemieckiemu, utworzona w listopadzie roku 1943 we Włodzimierzu Wołyńskim.

## Historia
Od czasu, gdy wiosną 1943 zdezerterowali ukraińscy policjanci, Niemcy zaczęli zwiększać liczebność polskiej policji na Wołyniu. Policjanci byli rozrzuceni początkowo w małych grupach po różnych posterunkach, nie tworzyli większej, zwartej formacji. Dopiero w listopadzie 1943 z tych luźnych formacji utworzono 107 batalion. W jego skład wchodziło 450 Polaków z Wołynia, dowodzonych przez kadrę niemiecką. Ich wstępowanie do formacji okupanta niemieckiego nie wynikało z pobudek politycznych czy ideologicznych, ale z chęci walki w obronie własnego narodu przed atakami ze strony Ukraińskiej Powstańczej Armii. Jak pisze Grzegorz Motyka, „na Kresach inaczej niż w centralnej Polsce patrzono na służbę w policji pomocniczej. To, co w Krakowskiem czy Lubelskiem było zdradą, na Wołyniu – mimo werbalnych potępień podziemia – traktowano jako próbę obrony przed terrorem UPA. O tym zatem, czy ktoś był, czy nie był kolaborantem, decyduje nie sama obecność w tej czy innej formacji, ale to, w jaki sposób wypełniał on polecenia niemieckich władz”.
Zdaniem Władysława i Ewy Siemaszków, batalion 107 powstał po lipcu 1943 i po przeszkoleniu został wysłany na Żytomierszczyznę z zadaniem ochrony linii kolejowych i walki z sowiecką partyzantką. W grudniu 1943 powrócił na Wołyń, do Maciejowa, gdzie pełnił służbę wartowniczą.
W batalionie służyli członkowie AK, którzy prowadzili patriotyczną działalność agitacyjną.
W styczniu 1944 po rozbrojeniu podoficerów i oficerów niemieckich batalion przeszedł w całości w szeregi oddziałów Armii Krajowej. Miało to miejsce 19 stycznia (względnie z 20 na 21 stycznia). Na czele spiskowców stał Ryszard Kasprowicz „Lwie Serce”.